# واش‌مرغ دم‌بادبزنی
واش‌مرغ دم‌بادبزنی (نام علمی: Catriscus brevirostris) گونه‌ای آفریقایی از سسکان جهان قدیم از خانواده سسکان ملخی است. این گونه ارتباط نزدیکی با واش‌مرغ دم‌پهن هند دارد و گاهی به عنوان همان گونه در نظر گرفته می‌شود، اگرچه یک مطالعه در سال ۲۰۱۸ نشان داد که آن و پرنده دم‌پهن ارتباط نزدیکی با هم ندارند و گونه هندی یک گونه خواهر Chaetornis striata است.